# Aith Voe (West Mainland)

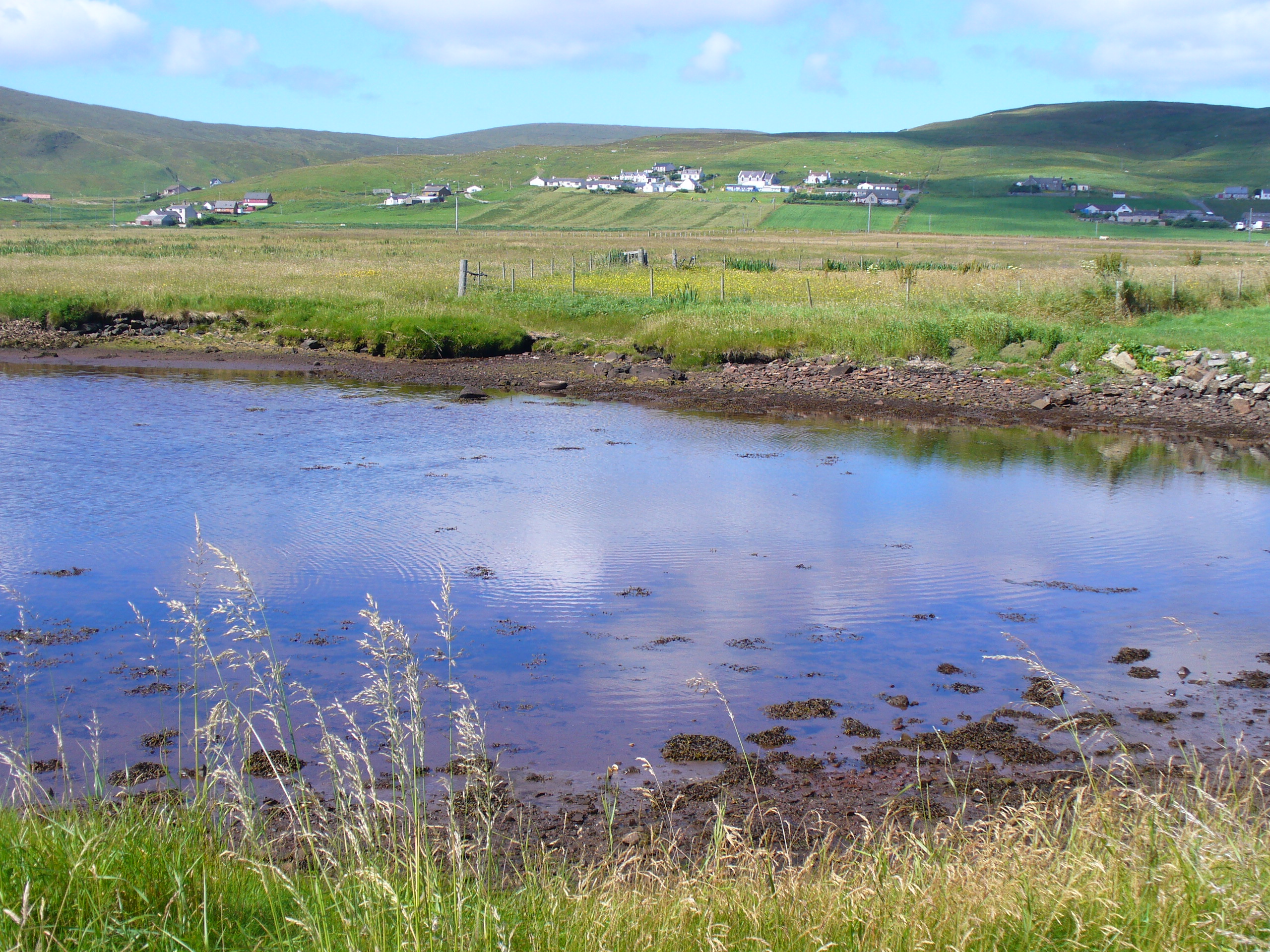
Am oberen Ende der Aith Voe

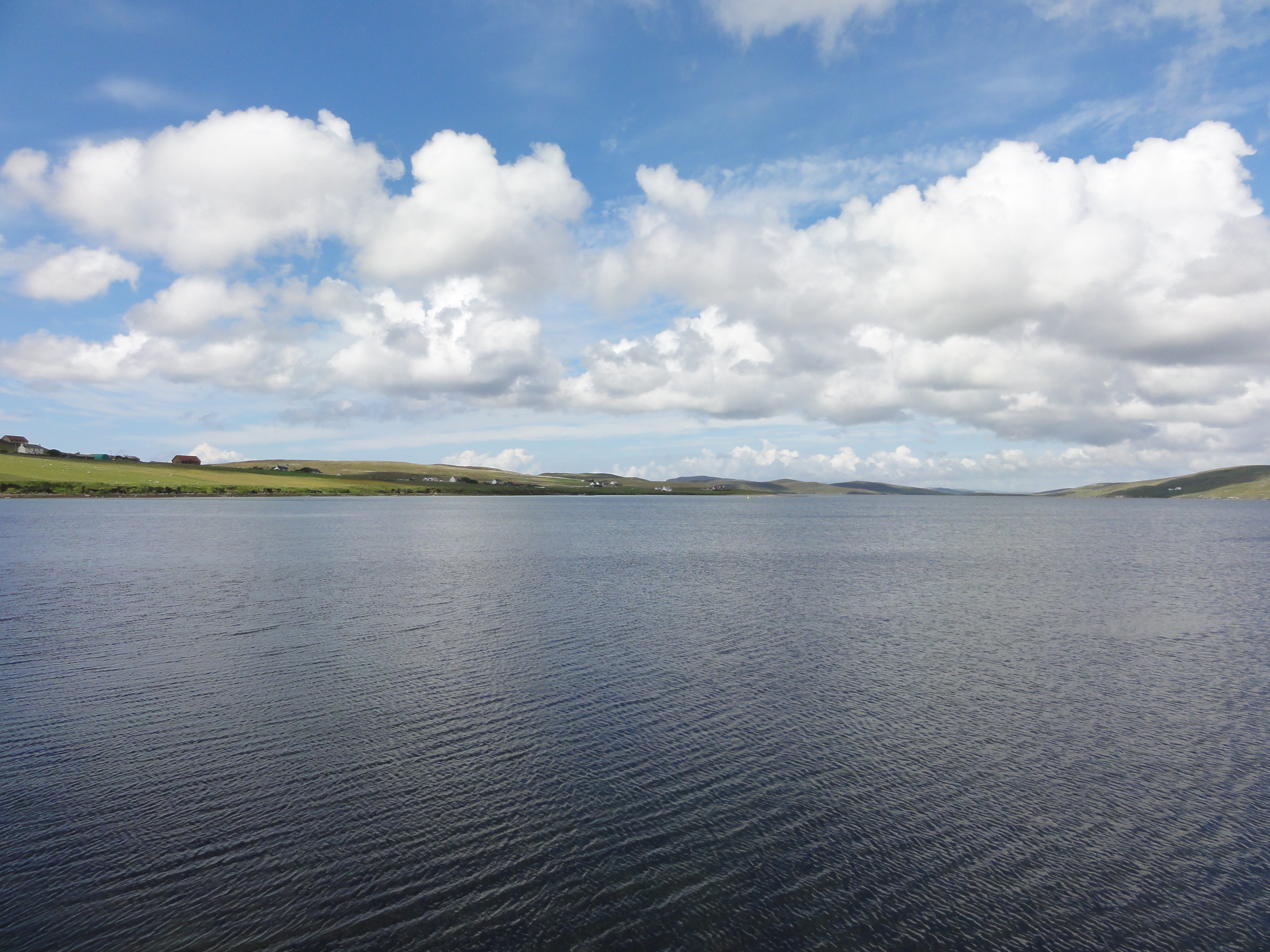
Die Aith Voe, Blick von Süden

Die Aith Voe ist eine Meeresbucht (Voe), die im Südwesten der zu Schottland zählenden Shetlands liegt.

## Geographie
Die Aith Voe ist eine vier Kilometer lange und einen Kilometer breite Bucht, die an der westlichen Küste der Insel Mainland liegt. Ortschaften am Ufer sind Aith am südlichen Ende sowie Braewick im Westen. Im Osten zweigt mit der East Burra Firth eine Nebenbucht ab. Im Norden öffnet sie sich zur Wasserstraße Swarbacks Minn mit zwei Armen, die auf beiden Seiten der Insel Papa Little verlaufen.

## Historisches
Im Rahmen der historischen Gliederung Schottlands in Civil Parishes zählt die Aith Voe zu Sandsting.